# أوتو ليلينتال

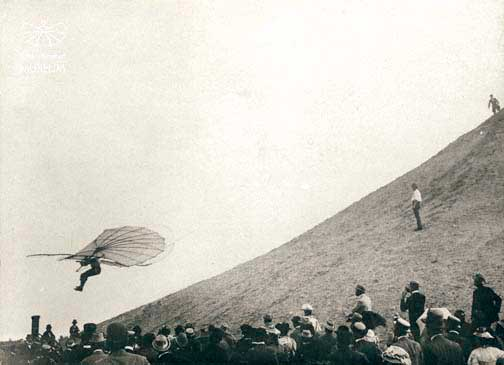
ليلينتال خلال إحدي رحلاته الشراعية.

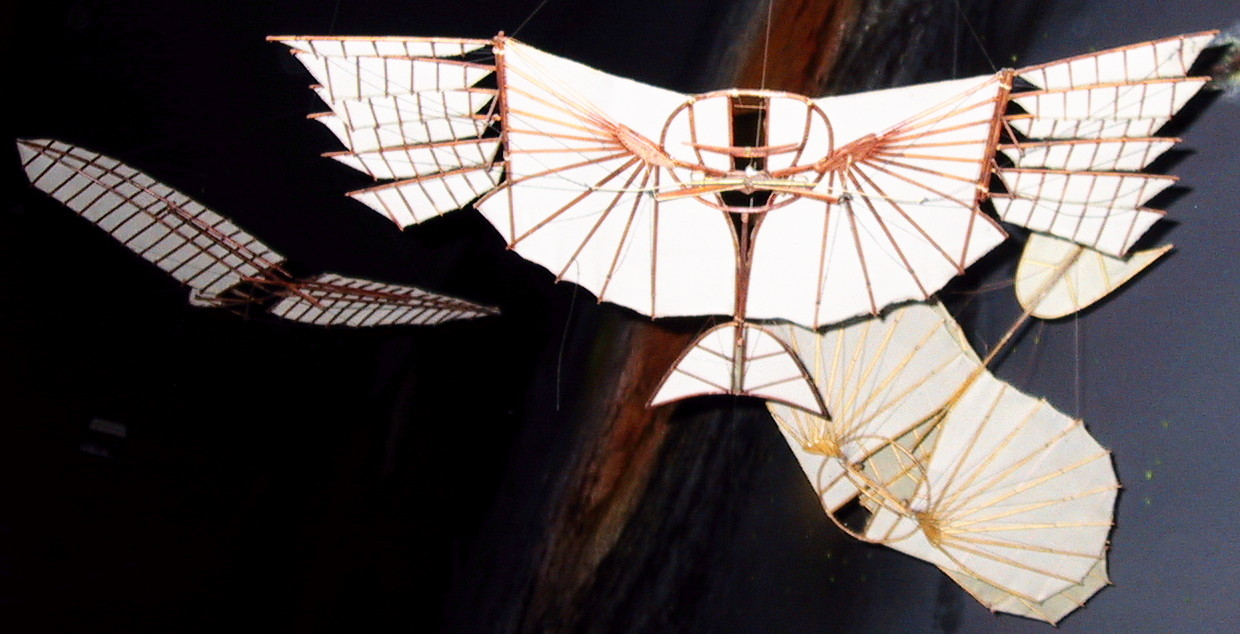
تصميمات لبعض طائراته الشراعية

كارك فيلهيلم أوتو ليلينتال (بالألمانية: Otto Lilienthal) (ولد في 23 مايو 1848 في انكلام، مقاطعة بوميرانيا، ألمانيا، وتوفى في 10 أغسطس 1896 في برلين) وهو واحد من رواد الطيران الذي أصبح يعرف باسم ملك الطائرة الشراعية الألماني. وكان أول شخص استطاع القيام برحلات متكررة ناجحة بطائرة شراعية. انتهج تجربة تم إنشائها في وقت سابق في القرن التاسع عشر عن طريق السير جورج كيلي والذي يلقب بأبو الديناميكا الهوائية. الصحف والمجلات في كثير من البلدان التي نشرت صورا لليلينثال وهو على متن الطائرة الشراعية عملت على التأثير بشكل ايجابي في الرأي العام وطرحت حلول علمية حول إمكانية الطيران بالآلات الطائرة فيما قد يصبح واقعاً عملياً بعد سنوات من الخيال حول إمكانية الطيران.
| أوتو ليلينتال                              | إن اختراع طائرة يعتبر لاشيء، وبناء واحدة يعتبر شيء، أما جعلها تطير فهو كل شيء. | أوتو ليلينتال |
| — نسبت إلي ليلينتال بواسطة فردينان فيربيه. |                                                                                |               |

## سيرته
كانت أكبر مساهمة له هو تطوير الطيران الأثقل من الهواء. كان ليلينتال يقوم بطيرانه الشراعي على تلة بالقرب من برلين، وأيضاً من التلال الطبيعية، وخاصة في منطقة رايهنو.
كان يسعى طوال حياته وراء الطيران، وهو أيضاً مخترع ومصمم لمحرك صغير والتي كان يعتمد علي نظام الأنابيب البخارية. محركة الصغير كان أكثر أماناً من المحركات الصغيرة الأخرى حينها. أمن هذا الاختراع الأمان المالي له مما جعله يفرغ ويركز على الطيران. لم يقوم أوتو بأي تجربة تخص الطيران حتي رجوع أخيه جوستاف (1849-1933) الذي كان يعيش في أستراليا في ذلك الوقت إلى ألمانيا.
في 1891-1982 قام أوتو بتصميم ثاني طائرة شراعية مستخدماً فيها هيكل مثلث للتحكم بشكل حرف A مزود بقضيب سفلي معقد الذي موصل بعارضتين طوقيتين (بالإنجليزية: Collar beam) سفليتين ورأس المثلث موصل بعارضة طوقية واحدة، وحصل علي براءة اختراع من الولايات المتحدة عام 1894 الموجهة للطيارين للإمساك بالقضيب حتي يحملوا ويطيروا بالطائرة الشراعية المنزلقة. صدى هيكل أوتو وتطويرات بيرسي بيلتشار عليه تاركه أثر كبير في الطائرات الشراعية المنزلقة حتى يومنا هذا. بالعمل مع أخيه جوستاف استطاع أوتو القيام بـ2000 رحلة ناجحة بطائرات شراعية من تصميمه من عام 1891 بطائرتة الطائرة الشراعية ديرفايتزير حتى 1896 عندما توفي علي أثر حادث بإحدي طائراته.
قام ليلينتال بعدة أبحاث أساسية وصف فيها بدقة طيران الطيور. بالأخص طائر اللقلقيات، واستخدم رسوم بيانية قطبية لوصف ديناميكا هواء جناحها. وبعدها قام بالعديد من تجارب الطيران لمحاولة جمع المزيد من البيانات حول الطيران.
كانت التحكم في طائراته الشراعية يقوم على إزاحة مركز جاذبة الجسم، مثل الطائرات الشراعية اليوم. لكن بطريقته كان من الصعب القيام بالحركات الصعبة، بالإضافة إلى أن تلك الطريقة كانت تدفع الطائرة للنزول إلى أسفل أكثر من قدرتها علي الصعود لأعلى. يرجع ذلك لأن أوتو كان يعلق نفسه في الطائرة بكتفه ولا يعلق نفسه فيها بطريقة منزلقه مثلما يحدث في طائرات اليوم. بالإضافة إلي ذلك فكان يستطيع فقط تحريك رجليه وأسفل جسمه فقلل ذلك من كمية الوزن المزاح المستطاع تحقيقه.
قام ليلينتال بالعديد من المحاولات لتطوير وتحسين طائراته وجعلها أكثر استقراراً والعديد منها نجح. ذلك يتضمن عمل طائرة مزدوجة قسًم فيها باع الجناح إلي قسمين متساويين، وإضافة ذيل للطائرة، والذي جعل الطائرة تطير لأعلى أكثر. وتوقع أن جناح الطيور وقلاباتها (بالإنجليزية: Flaps) ضرورية لطيران أفضل، وقد عمل علي تصميم طائرات تستخدم هذا.

## الطيران الأخير
كان آخر طيران له في 9 أغسطس 1896 وقد سقط من ارتفاع 15 متر (50 قدم) وكسر عموده الفقري وتوفي في اليوم التالي من سقوطه. قال قبل أن يموت (Kleine Opfer müssen gebracht werden!) أي: يجب بذل التضحيات الصغيرة. دفن في مقبرة لانكوتز وهي مقبرة عامة في برلين.

## تركته
كان عمل ليلينثال مهم جدا للاخوان رايت وكان مصدر إلهام رئيسي لهم لاتخاذ قرارات متعلقة لعمل أول رحلة طيران مأهولة. لكن تخلى الأخوان عن البيانات التي قام بها ليلينثال وبدؤوا بقيام بيانات خاصة بهم واستخدام نفق الهواء الخاص بهم أيضا.

## وصلات خارجية
- أوتو ليلينتال على موقع الموسوعة البريطانية (الإنجليزية)
- متحف ليلينثال.